# Klaus Ilk
Klaus Ilk ist ein österreichischer Pokerspieler. Er gewann 2023 ein Bracelet beim Super Seniors der World Series of Poker.

## Pokerkarriere
Ilk stammt aus Krems an der Donau. Seine erste Geldplatzierung bei einem Live-Pokerturnier erzielte er Ende April 2012 in Wien. Mitte August 2019 gewann der Österreicher im Wynn Las Vegas sein erstes Live-Turnier, das nach einem Deal mit vier anderen Spielern mit über 3500 US-Dollar dotiert war. Ende Juni 2022 wurde er bei einem Mystery Bounty im Aria Resort & Casino in Paradise am Las Vegas Strip Vierter und erhielt mehr als 10.000 US-Dollar. Wenige Tage später erzielte Ilk erstmals eine Geldplatzierung bei der World Series of Poker (WSOP) im Bally’s Las Vegas und Paris Las Vegas und kam beim Super Seniors, das in der Variante No Limit Hold’em gespielt wird und nur für über 60-jährige Teilnehmer zugängig ist, in die Geldränge. Bei der WSOP 2023 setzte er sich bei diesem Event gegen 3120 andere Spieler durch und erhielt ein Bracelet sowie den Hauptpreis von über 370.000 US-Dollar.
Insgesamt hat sich Ilk mit Poker bei Live-Turnieren mehr als 400.000 US-Dollar erspielt.